# Nagelfluh-Aufschluss südöstlich von Bad Grönenbach

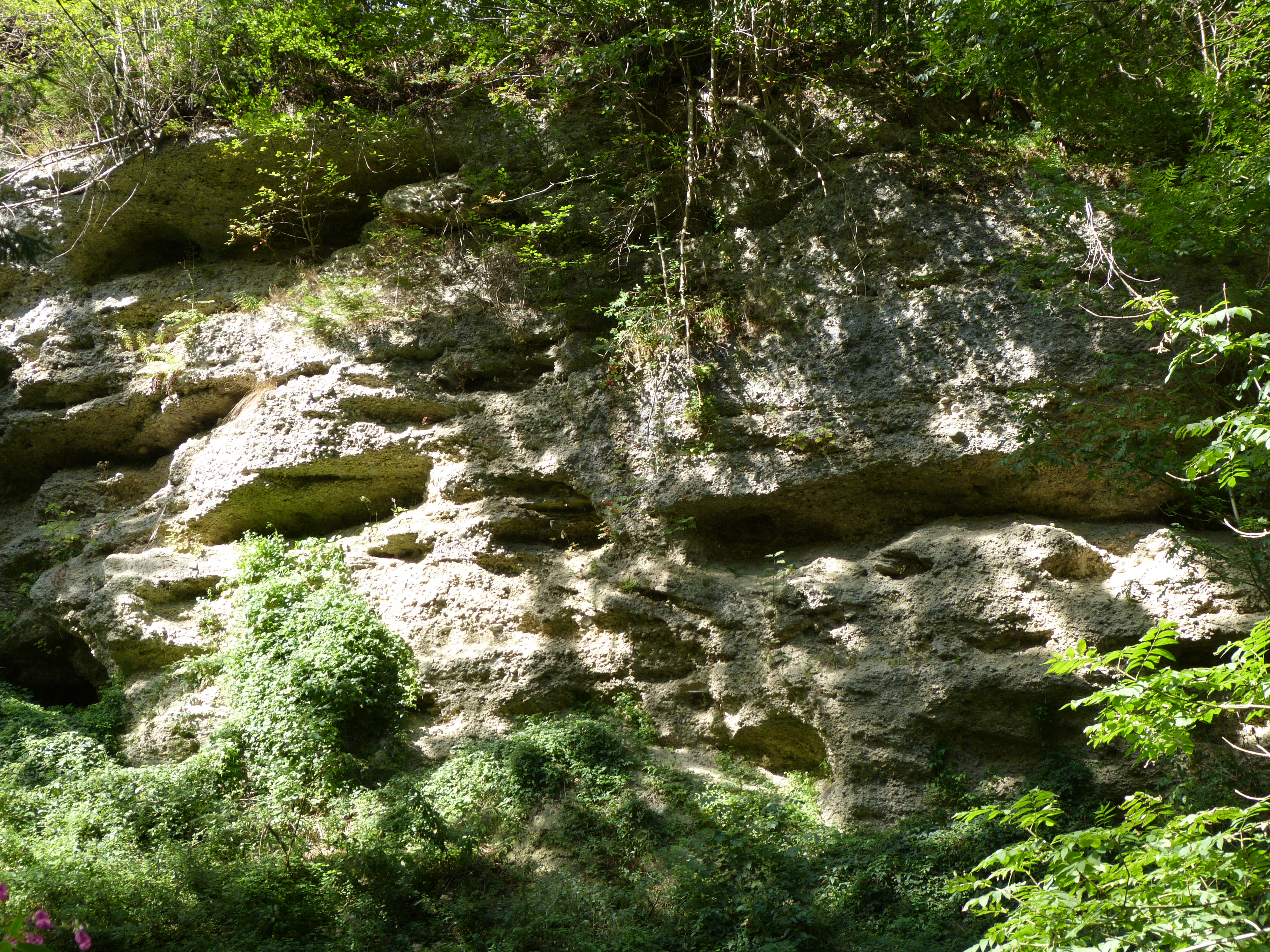
Nagelfluh-Aufschluss südöstlich von Bad Grönenbach

Der Nagelfluh-Aufschluss südöstlich von Bad Grönenbach, im Landkreis Unterallgäu (Bayern) ist ein eingetragenes Geotop mit der Nummer 778A007 auf dem Gebiet der Gemeinde Bad Grönenbach. Der Aufschluss befindet sich an einem Osthang auf einer Höhe von 732 m ü. NN und liegt im Naturraum der Illervorberge in der geologischen Raumeinheit der Iller-Lech-Region.
Der künstlich entstandene Nagelfluh-Aufschluss wurde durch den Abbau von Schotter des Unterpleistozäns geschaffen. Es schließt als Terrassenkante den Aufbau des Grönenbacher Schotters auf. Bestehend aus einer ungefähr 2 Meter hohen, schräggeschichteten Lage von groben Material, über eine circa 1 bis 2 Meter hohe Bank mit einer Verfeinerung von grobem Kies, schließt es am Top mit Feinsandablagerungen ab. Diese Ablagerungen werden als verwildertes Flusssystem im Gletschervorfeld dokumentiert.
Der Aufschluss erstreckt sich mit 40 Metern Länge, 20 Metern Breite und 15 Metern Höhe, auf einer Fläche von 800 Quadratmetern. Das Geotop ist frei zugänglich und wird vom Bayerischen Landesamt für Umwelt als Exkursions-, Forschungs- und Lehrobjekt klassifiziert. Es gilt als geowissenschaftlich bedeutend und ist in der Region selten, jedoch überregional häufig, vorhanden.

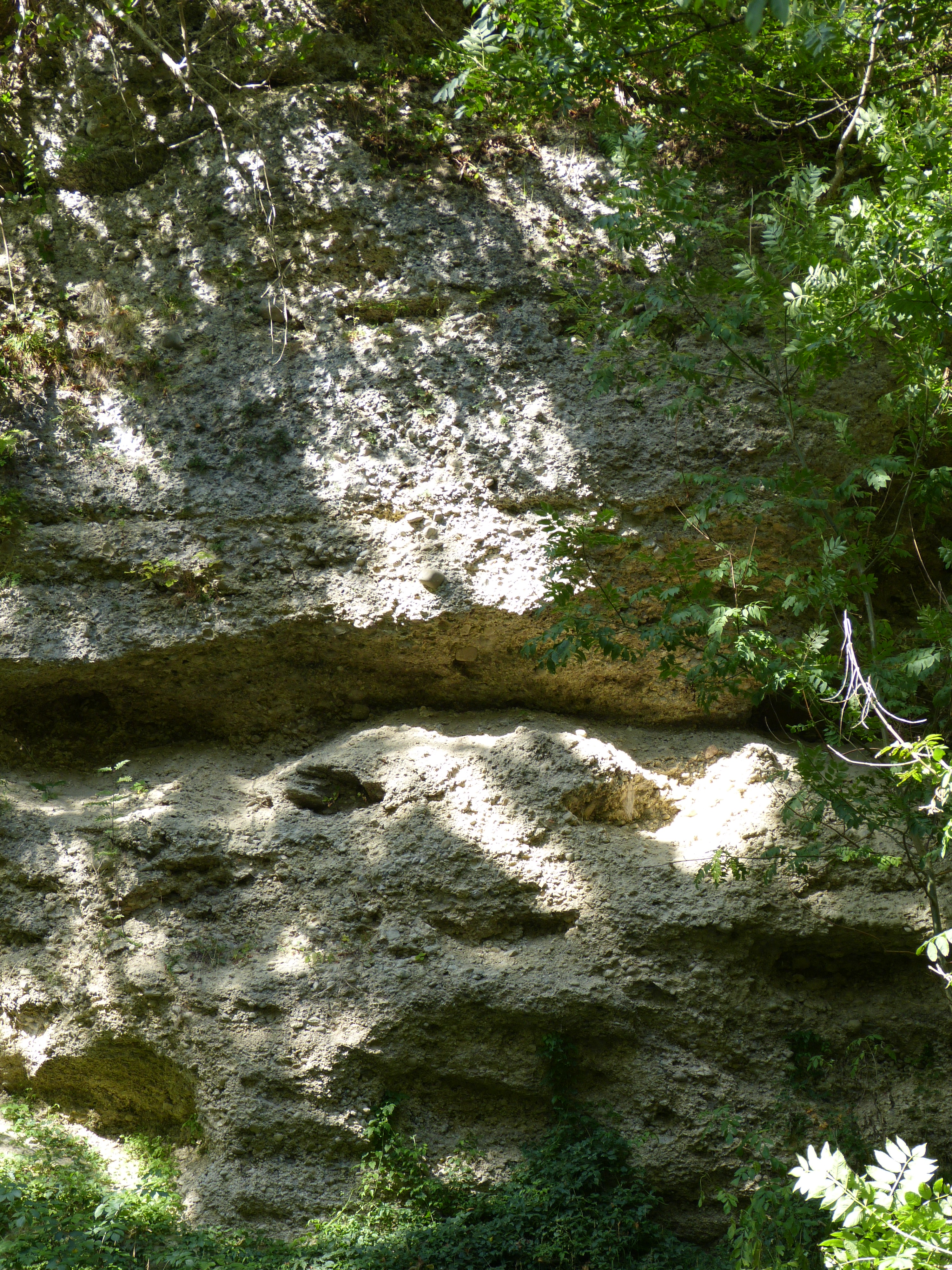
Detail des Nagelfluh-Aufschlusses
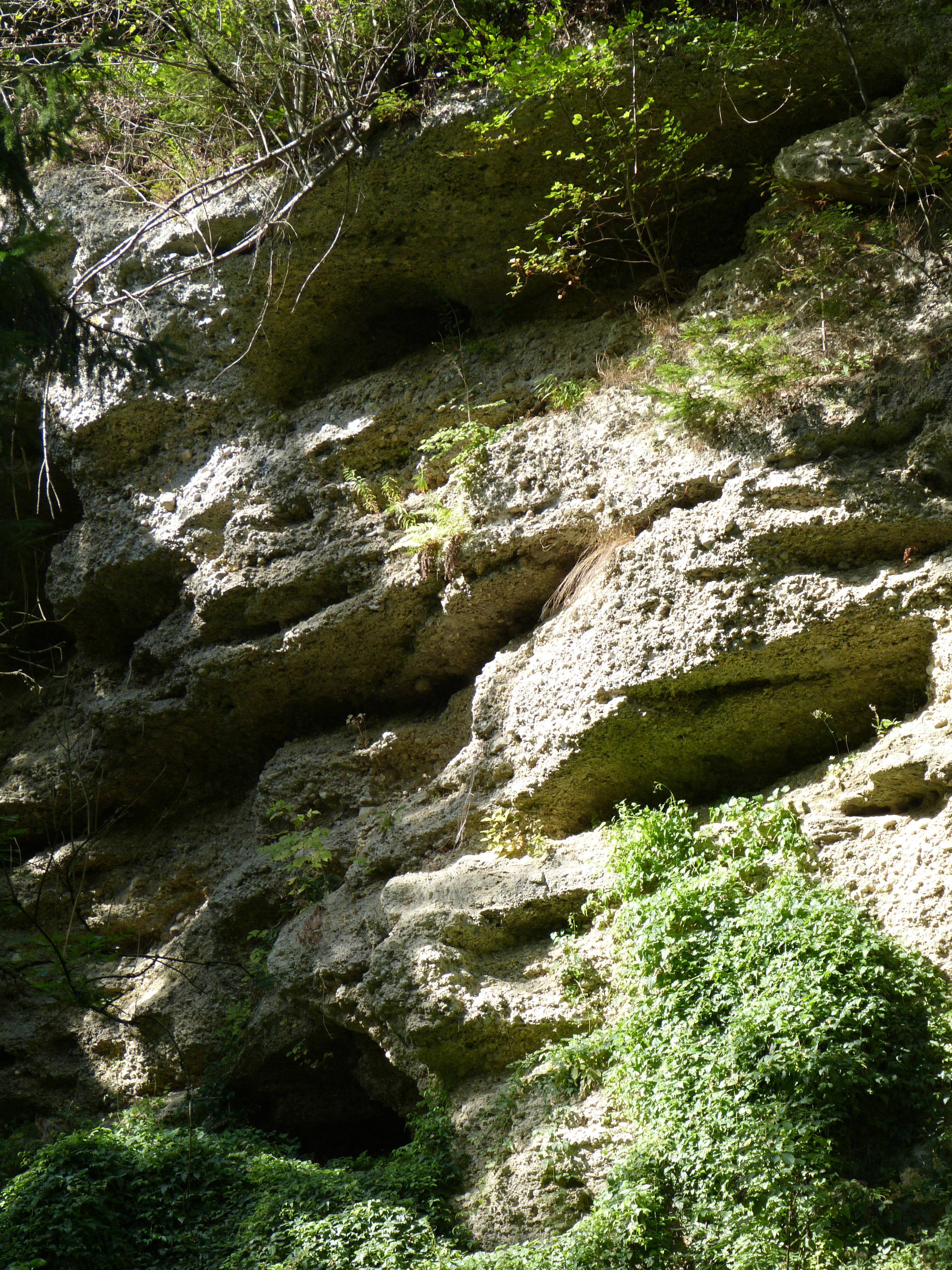
Detail des Nagelfluh-Aufschlusses